# Adele (Sängerin)

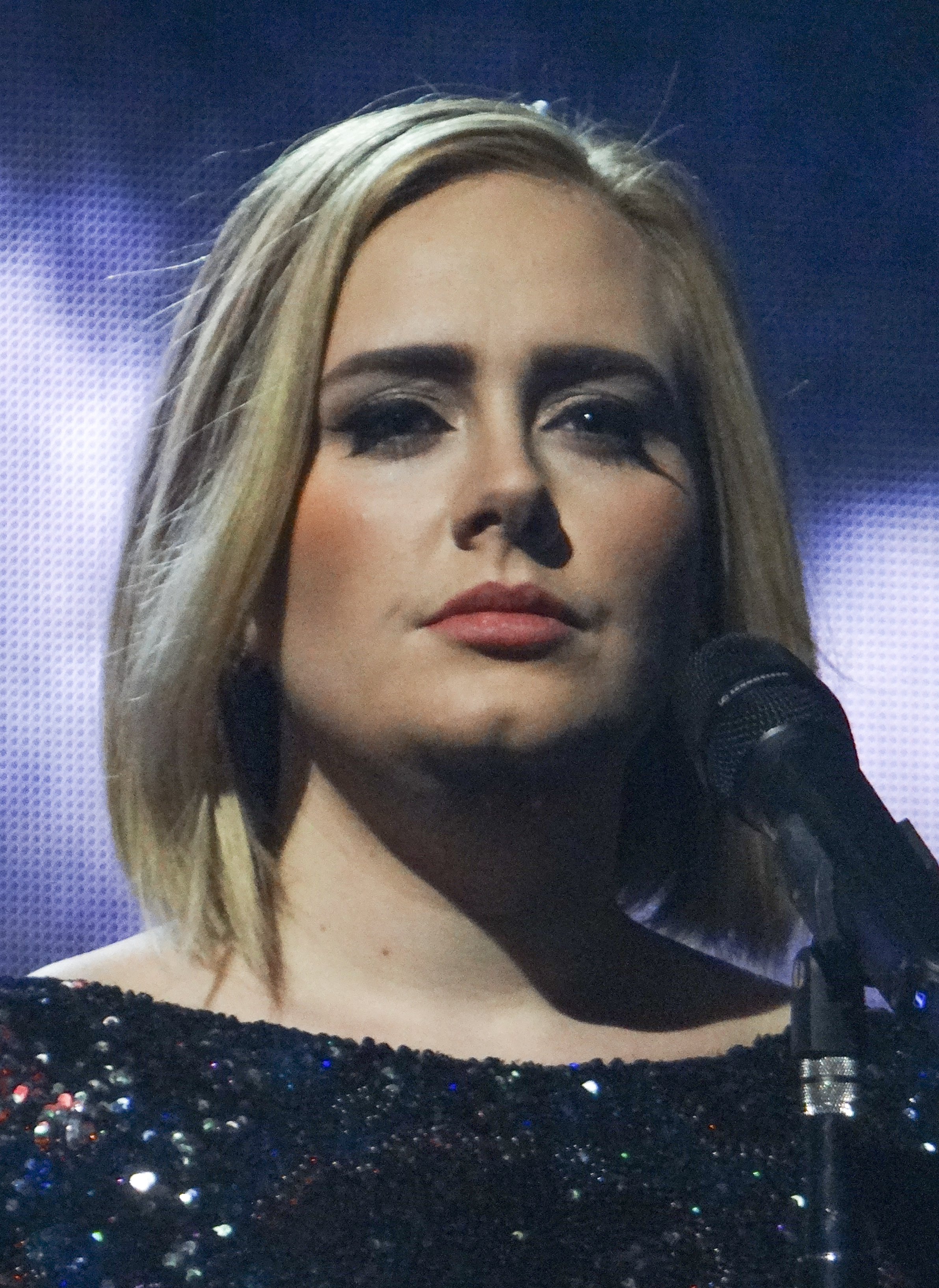
Adele (2016)

Adele Laurie Blue Adkins MBE (* 5. Mai 1988 in London, England), bekannt als Adele [əˈdɛl], ist eine britische Pop-, Soul-, Jazz- und R&B-Sängerin sowie Songwriterin.
Die Oscar-, Golden-Globe- und sechzehnfache Grammy-Gewinnerin hat bislang mehr als 170 Millionen Tonträger verkauft, womit sie zu den erfolgreichsten Sängerinnen des 21. Jahrhunderts zählt. Adeles im Jahr 2011 veröffentlichtes Album 21 ist mit über 31 Millionen verkauften Exemplaren das weltweit meistverkaufte Album des 21. Jahrhunderts.

## Leben und Karriere

### Herkunft und Jugendjahre
Adele wuchs als Einzelkind bei ihrer alleinerziehenden Mutter in Tottenham im Norden Londons auf. Ihr Vater verließ die Familie, als sie drei Jahre alt war. Sie hat einen jüngeren Halbbruder väterlicherseits.
Nach eigenen Angaben war Adele seit dem Alter von vier Jahren von Singstimmen fasziniert. Die Spice Girls bezeichnete sie als einen wichtigen Einfluss. Sie sang als Kind Lieder der Band auf Dinnerpartys. Im Alter von neun Jahren zog sie mit ihrer Mutter nach Brighton. Zwei Jahre später zogen sie nach London zurück, zuerst nach Brixton, danach nach West Norwood im Süden Londons. Von dieser Zeit an interessierte sie sich für Musikerinnen wie Pink, Aaliyah, Destiny’s Child und Mary J. Blige.

### 2006: Karrierebeginn und erste Auftritte
2006 schloss Adele die BRIT School for Performing Arts ab – wo sie mit Leona Lewis und Jessie J in einer Klasse war – und tourte danach mit verschiedenen Musikern durch Großbritannien. Große Popularität erreichte sie durch die Webseite Myspace, bei der sie bereits seit dem 31. Dezember 2004 angemeldet ist. Eine von einem Freund dort eingestellte Demoaufnahme mit drei Liedern führte zum Angebot eines Plattenvertrags durch XL Recordings Ende 2006.
Es folgten Fernsehauftritte in Großbritannien, unter anderem bei Later with Jools Holland bei BBC Two und Friday Night with Jonathan Ross bei BBC One.

### 2007–2009: Debütalbum19und Durchbruch

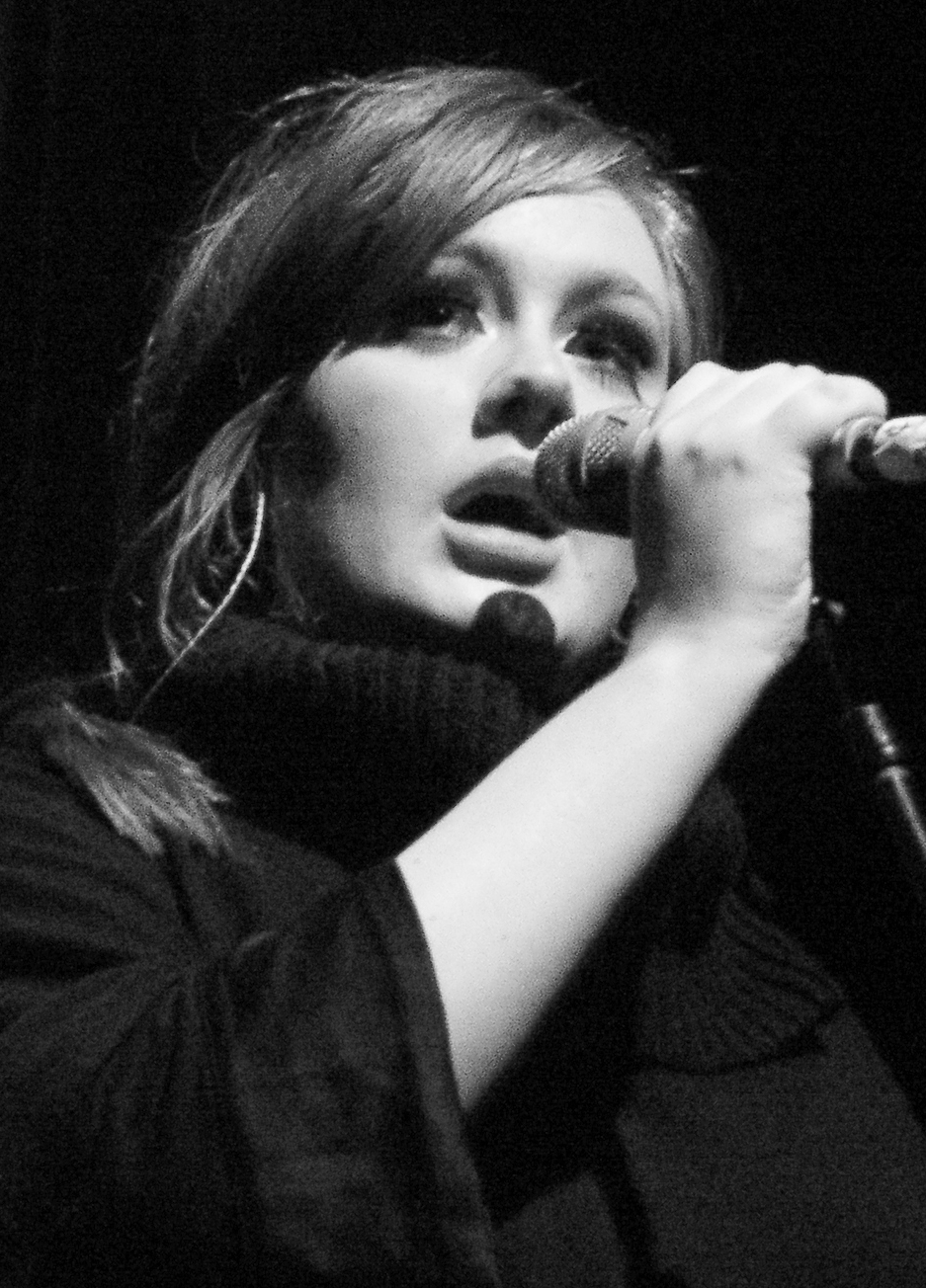
Adele (2009)

Mit der Veröffentlichung der Single Hometown Glory wurde im Herbst 2007 ein größeres Publikum auf sie aufmerksam. Im Dezember erhielt sie den erstmals verliehenen Kritikerpreis Critics’ Choice der BRIT Awards, mit dem vielversprechende Nachwuchstalente ausgezeichnet werden. Bei der renommierten BBC-Sendung Sound of …, die alljährlich prognostiziert, welche Künstler im Folgejahr den Durchbruch schaffen, wurde sie bei Sound of 2008 auf Platz eins gewählt. Die zweite Single Chasing Pavements startete im Januar 2008 auf Platz zwei der britischen Charts und konnte sich dort drei Wochen halten. Ihr Debütalbum 19, ein Hinweis auf ihr Alter, stieg bis an die Spitze der britischen Albumcharts. Innerhalb weniger Wochen wurde die Single daraufhin in weiteren europäischen Ländern veröffentlicht und stieg in vielen davon in die Charts ein. In Norwegen gelang Chasing Pavements Mitte März 2008 der Sprung auf Platz eins. Ihre Lieder handeln meist von Gefühlen, Enttäuschungen und Gedanken aus ihrer letzten Beziehung.
Adele erhielt 2009 die Grammys als „Bester neuer Künstler“ und „Beste weibliche Gesangsdarbietung – Pop“ für Chasing Pavements. Nominiert war sie mit diesem Titel darüber hinaus als „Song des Jahres“ und „Single des Jahres“.
Im Juni 2009 erschien das Album Love & War des australischen R&B-Sängers und Songwriters Daniel Merriweather, mit dem Adele das Lied Water and a Flame aufgenommen hatte. Im Februar 2010 stieg in Deutschland der Titel My Same auf Rang 61 der Charts ein. Auslöser war Lena Meyer-Landruts Auftritt bei der Castingshow Unser Star für Oslo, bei welchem sie diesen Titel sang.

### 2011: Studioalbum21
Im Februar 2011 erreichte Adele mit ihrer Single Rolling in the Deep und ihrem zweiten Studioalbum 21 in derselben Woche Platz eins der deutschen Charts. Ende August 2011 wurde das Video mit drei MTV Video Music Awards ausgezeichnet.
In ihrer Heimat Großbritannien waren ihre Veröffentlichungen am 20. Februar 2011 zweimal in den Top 5 der Singlecharts vertreten (Someone like You auf Platz eins und Rolling in the Deep auf Platz vier) sowie zweimal in den Top 5 der Albumcharts (21 auf Platz eins und 19 auf Platz vier). Das war zuletzt den Beatles im Jahr 1964 gelungen.
Als erste Solokünstlerin konnte sie sich mit ihrem Album 21 über insgesamt 24 Wochen an der Spitze der Albumcharts halten. Nach einem Auftritt bei den MTV Video Music Awards 2011 wurde Someone like You Adeles zweiter Nummer-eins-Hit in den Vereinigten Staaten. Die dritte Singleauskopplung Set Fire to the Rain erreichte allein aufgrund von Downloadverkäufen Platz sechs in Deutschland, Platz fünf in Österreich, Platz vier in der Schweiz und Platz eins in den Vereinigten Staaten. Damit ist sie die erste britische Solokünstlerin, die es geschafft hat, mit drei Singles eines Albums die Spitze der Billboard-Charts zu erreichen. Someone like You wurde auch in Deutschland und Österreich ein Top-fünf-Hit, in der Schweiz wurde das Lied nach Rolling in the Deep zu Adeles zweitem Nummer-eins-Hit.
Im November 2011 wurde bekannt, dass 21 mit über 140.000 Downloads das bis zu diesem Zeitpunkt meistheruntergeladene Album in Deutschland war. Dazu ist Adele die erste britische Künstlerin, die im Vereinigten Königreich innerhalb eines Jahres mit 21 drei Millionen Alben verkaufen konnte. 21 ist außerdem das meistverkaufte Album des 21. Jahrhunderts in Großbritannien. In den Vereinigten Staaten wurde das Album über zehn Millionen Mal verkauft (Stand November 2012).
Im November 2011 wurde Adele in Boston an den Stimmbändern operiert. Ein Polyp hatte für Blutungen gesorgt, die mikrochirurgisch behandelt wurden.

### 2012–2017: James-Bond-FilmmusikSkyfall, Auszeit und Studioalbum25
2012 sang Adele das Titellied zum 23. James-Bond-Film Skyfall. Es erschien am 5. Oktober 2012, genau 50 Jahre nach der Uraufführung des ersten Bond-Filmes um 0.07 Uhr britischer Sommerzeit. Das Lied erreichte Platz eins der deutschen und schweizerischen Singlecharts. Adele und ihr Co-Writer Paul Epworth gewannen für Skyfall einen Golden Globe, einen Oscar und einen Grammy für den „besten Filmsong“.
Im Oktober 2012 kündigte die Sängerin an, sich in den nächsten Jahren hauptsächlich ihrem Privatleben widmen und vorerst kein neues Album veröffentlichen zu wollen.

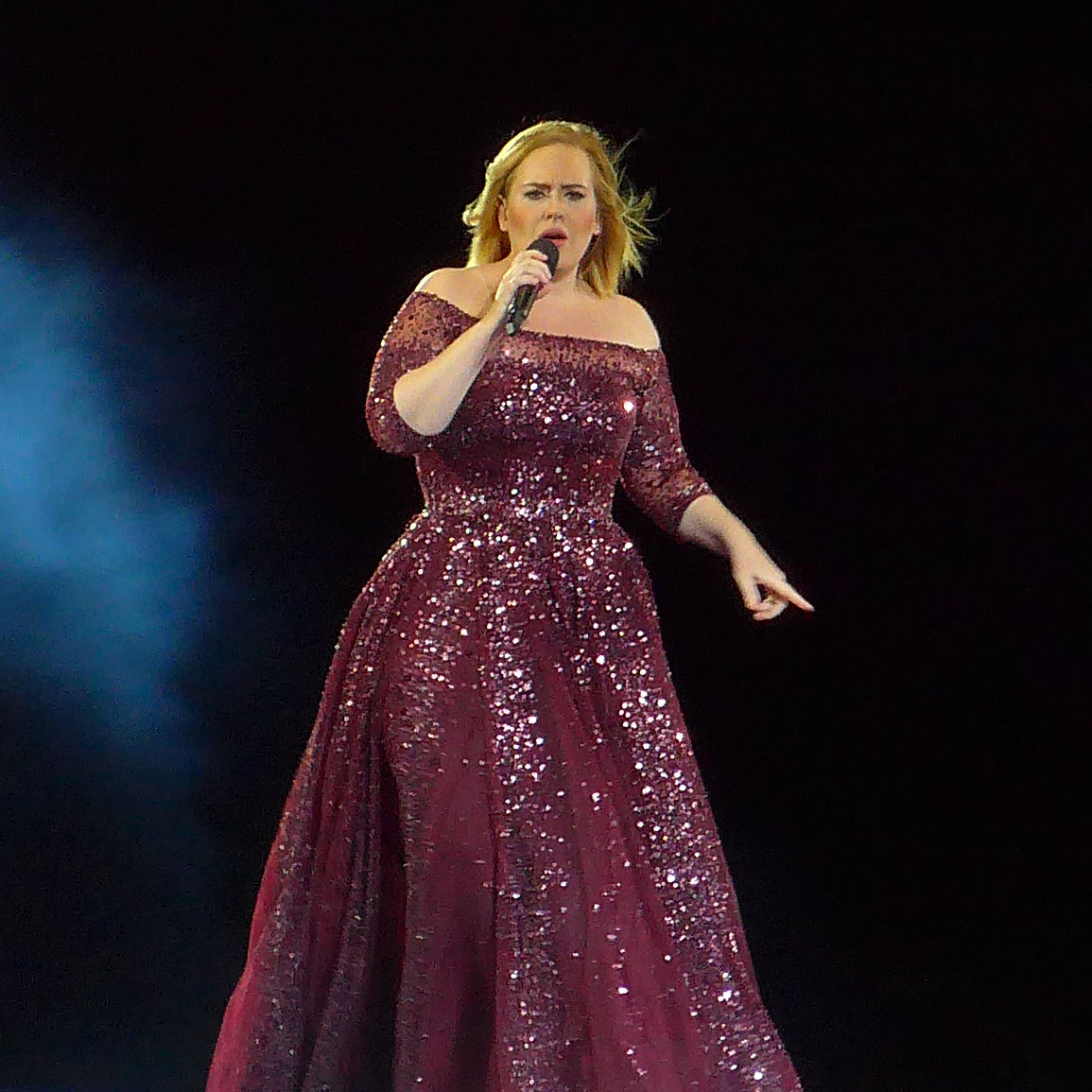
Adele (2017)

Am 20. November 2015 kam ihr drittes Studioalbum, 25, heraus, dessen Titel sich wieder auf ihr Alter bezog. Am 23. Oktober erschien Hello, die erste Singleauskopplung aus dem Album, und stieg direkt auf Platz eins in zahlreichen Ländern ein, so unter anderem in den Vereinigten Staaten, England und Deutschland. Mit über 3,2 Milliarden Aufrufen (Stand: Juni 2025) zählt das offizielle Musikvideo zu der Liste der meistaufgerufenen YouTube-Videos. Nach Hello folgten mit When We Were Young, Send My Love (To Your New Lover) und Water Under the Bridge weitere Singleauskopplungen, die vor allem in den britischen Charts erfolgreich waren.
In dem persönlichen Lied River Lea geht es um den River Lea, der sich in der Nähe von Adeles Geburtsort Tottenham in London befindet. Obwohl der Albentitel nicht als Single erschien, stieg er für eine Woche in die deutschen Singlecharts ein und belegte dabei am 27. November 2015 Rang 97. Darüber hinaus erreichte er Rang fünf in Finnland sowie Rang 80 in Frankreich und erzielte mit 200.000 Tonträgerverkäufen Silber-Status in Großbritannien. Neben River Lea erschienen auch die Albentitel Million Years Ago, Love in the Dark, Remedy und All I Ask nicht als Single, wurden aber durch das Album zum Herunterladen und Streamen bereitgestellt und konnten somit ebenfalls eine Chartplatzierung erlangen und Musikverkäufe erzielen.
In den Jahren 2016 und 2017 ging Adele auf Welttournee, unter anderem nach Deutschland. Nach 121 Konzerten dieser Tour sagte sie die letzten zwei (von vier) geplanten Auftritten in Wembley wegen Problemen mit ihren Stimmbändern auf ärztliches Anraten ab.

### Seit 2021: Studioalbum30undAdele in Munich
Am 1. Oktober 2021 tauchten Projektionen und Plakate mit der Zahl 30 auf bedeutenden Wahrzeichen und Gebäuden in verschiedenen Städten auf der ganzen Welt auf und nährten Spekulationen, dass Adele dafür verantwortlich sei und dass 30 der Titel ihres vierten Studioalbums sein könnte. Bald darauf entsprachen Adeles Website und Konten in den sozialen Medien der Ästhetik der Projektionen und Werbetafeln, was darauf hindeutete, dass ihr neues Album tatsächlich den Titel 30 tragen werde, was später bestätigt wurde. Der Albentitel 30 bezieht auf das Alter, in dem sie mit der Arbeit an dem Album begann. Am 15. Oktober 2021 erschien die Lead-Single Easy on Me, die sich wie das am 19. November veröffentlichte Album 30 weltweit auf Platz eins platzierte.
2024 wurde auf dem Gelände der Messe München eine Pop-up-Arena, die sogenannte Adele-Arena aufgebaut, welche 80.000 Fans pro Show Platz bietet. Im August des Jahres gab Adele hier im Rahmen der Konzertreihe Adele in Munich insgesamt zehn Konzerte, die ersten in Kontinentaleuropa seit 2016.

“A one off, bespoke pop-up stadium designed around whatever show I want to put on? Ohh!? Pretty much slap bang in the middle of Europe? In Munich? That’s a bit random, but still fabulous! Right after the Euros? (…) With the Olympics next door? (…) YES!! I haven’t played in Europe since 2016! I couldn’t think of a more wonderful way to spend my summer and end this beautiful phase of my life and career with shows closer to home during such an exciting summer.”

„Ein einmaliges, maßgeschneidertes Pop-up-Stadion, das auf eine beliebige Show zugeschnitten ist, die ich veranstalten möchte? Ohh!? Ziemlich genau in der Mitte von Europa? In München? Das ist zwar ein bisschen willkürlich, aber trotzdem fabelhaft! Direkt nach der Europameisterschaft? (…) Mit den Olympischen Spielen nebenan? (…) JA!!! Ich habe seit 2016 nicht mehr in Europa gespielt! Ich könnte mir keine schönere Art und Weise vorstellen, meinen Sommer zu verbringen und diese schöne Phase meines Lebens und meiner Karriere mit Shows in der Nähe meiner Heimat während eines so aufregenden Sommers zu beenden.“

Bereits im Vorfeld der Konzertreihe hatte Adele in einem ZDF-Interview eine „große Pause“ angekündigt. Bei ihrem letzten Auftritt in München bekräftigte sie, nach Beendigung ihres Engagements in Las Vegas eine lange Auszeit von ihren Auftritten einzulegen.

### Privates
Von Herbst 2011 bis April 2019 unterhielt Adele eine Liebesbeziehung mit dem Geschäftsmann Simon Konecki. Am 19. Oktober 2012 wurde ihr gemeinsamer Sohn, Angelo, geboren. Nach fünfjähriger Verlobungszeit bestätigten Adele und Konecki im März 2017, dass sie geheiratet hatten. Kurz darauf kaufte das Paar ein Haus in East Grinstead in der südenglischen Grafschaft West Sussex. Im April 2019 gab Adeles Management bekannt, dass sich das Paar getrennt habe. Adele ist seit 2021 mit dem Sportagenten Rich Paul liiert.

## Rezensionen
„Adele ist […] eines der größten Talente, die das Insel-Königreich in diesem Jahrtausend zu bieten hat. Sie kann fabelhaft singen und noch viel bessere Songs schreiben.“

„Die junge Londonerin überzeugte nicht nur durch ihre kräftige Stimme, die geschmeidig das Timbre und den Tonfall variierte. Auch das Repertoire und die Arrangements waren bemerkenswert.“

Der Satirepolitiker Lord Buckethead propagiert als zentrale Forderung seiner Partei die Verstaatlichung von Adele.

## Diskografie
Studioalben

| Jahr | Titel Musiklabel           | Höchstplatzierung, Gesamtwochen, AuszeichnungChartplatzierungen (Jahr, Titel, Musiklabel, Platzierungen, Wochen, Auszeichnungen, Anmerkungen) | Höchstplatzierung, Gesamtwochen, AuszeichnungChartplatzierungen (Jahr, Titel, Musiklabel, Platzierungen, Wochen, Auszeichnungen, Anmerkungen) | Höchstplatzierung, Gesamtwochen, AuszeichnungChartplatzierungen (Jahr, Titel, Musiklabel, Platzierungen, Wochen, Auszeichnungen, Anmerkungen) | Höchstplatzierung, Gesamtwochen, AuszeichnungChartplatzierungen (Jahr, Titel, Musiklabel, Platzierungen, Wochen, Auszeichnungen, Anmerkungen) | Höchstplatzierung, Gesamtwochen, AuszeichnungChartplatzierungen (Jahr, Titel, Musiklabel, Platzierungen, Wochen, Auszeichnungen, Anmerkungen) | Anmerkungen                                                    |
| Jahr | Titel Musiklabel           | DE | AT | CH | UK | US | Anmerkungen                                                    |
| ---- | -------------------------- | --- | --- | --- | --- | --- | -------------------------------------------------------------- |
| 2008 | 19 XL Recordings (Indigo)  | DE15 Platin · (108 Wo.)DE | AT29 (46 Wo.)AT | CH15 Platin · (86 Wo.)CH | UK1 ×8Achtfachplatin · (223 Wo.)UK | US4 ×3Dreifachplatin · (222 Wo.)US | Erstveröffentlichung: 28. Januar 2008 Verkäufe: + 7.109.709    |
| 2011 | 21 XL Recordings (Indigo)  | DE1 ×8Achtfachplatin · (219 Wo.)DE | AT1 Platin · (179 Wo.)AT | CH1 ×7Siebenfachplatin · (230 Wo.)CH | UK1 ×1818-fach-Platin · (436 Wo.)UK | US1 ×4Diamant + Vierfachplatin · (615 Wo.)US                                                                                                  | Erstveröffentlichung: 19. Januar 2011 Verkäufe: + 30.541.734   |
| 2015 | 25 XL Recordings (Indigo)  | DE1 ×6Sechsfachplatin · (110 Wo.)DE | AT1 ×3Dreifachplatin · (109 Wo.)AT | CH1 ×6Sechsfachplatin · (196 Wo.)CH | UK1 ×1313-fach-Platin · (364 Wo.)UK | US1 Diamant + Platin · (223 Wo.)US | Erstveröffentlichung: 20. November 2015 Verkäufe: + 21.310.263 |
| 2021 | 30 Columbia Records (Sony) | DE1 Platin · (35 Wo.)DE | AT1 Platin · (37 Wo.)AT | CH1 Platin · (43 Wo.)CH | UK1 ×3Dreifachplatin · (66 Wo.)UK | US1 ×3Dreifachplatin · (69 Wo.)US | Erstveröffentlichung: 19. November 2021 Verkäufe: + 5.224.000  |

- 19 Frontcover

## Preise und Auszeichnungen
Im Juni 2013 erhielt Adele die britische Auszeichnung Member of the Order of the British Empire.

### Grammy
| Jahr | Kategorie                          | für                                                  | Resultat  |
| ---- | ---------------------------------- | ---------------------------------------------------- | --------- |
| 2009 | Best New Artist                    | Adele                                                | gewonnen  |
| 2009 | Record of the Year                 | Chasing Pavements                                    | nominiert |
| 2009 | Song of the Year                   | Chasing Pavements                                    | nominiert |
| 2009 | Best Female Pop Vocal Performance  | Chasing Pavements                                    | gewonnen  |
| 2010 | Best Female Pop Vocal Performance  | Hometown Glory                                       | nominiert |
| 2012 | Album of the Year                  | 21                                                   | gewonnen  |
| 2012 | Best Pop Vocal Album               | 21                                                   | gewonnen  |
| 2012 | Record of the Year                 | Rolling in the Deep                                  | gewonnen  |
| 2012 | Song of the Year                   | Rolling in the Deep                                  | gewonnen  |
| 2012 | Best Short Form Music Video        | Rolling in the Deep                                  | gewonnen  |
| 2012 | Best Pop Vocal Performance         | Someone like You                                     | gewonnen  |
| 2013 | Best Pop Solo Performance          | Set Fire to the Rain (Live at the Royal Albert Hall) | gewonnen  |
| 2014 | Best Song Written for Visual Media | Skyfall                                              | gewonnen  |
| 2017 | Album of the Year                  | 25                                                   | gewonnen  |
| 2017 | Best Pop Vocal Album               | 25                                                   | gewonnen  |
| 2017 | Record of the Year                 | Hello                                                | gewonnen  |
| 2017 | Song of the Year                   | Hello                                                | gewonnen  |
| 2017 | Best Pop Solo Performance          | Hello                                                | gewonnen  |
| 2023 | Album of the Year                  | 30                                                   | nominiert |
| 2023 | Best Pop Vocal Album               | 30                                                   | nominiert |
| 2023 | Record of the Year                 | Easy on Me                                           | nominiert |
| 2023 | Song of the Year                   | Easy on Me                                           | nominiert |
| 2023 | Best Pop Solo Performance          | Easy on Me                                           | gewonnen  |
| 2023 | Best Music Video                   | Easy on Me                                           | nominiert |

### Billboard Music Awards
| Jahr | Kategorie                              | für                 | Resultat  |
| ---- | -------------------------------------- | ------------------- | --------- |
| 2012 | Top Artist of the Year                 | Adele               | gewonnen  |
| 2012 | Top Female Artist of the Year          | Adele               | gewonnen  |
| 2012 | Top Billboard 200 Artist of the Year   | Adele               | gewonnen  |
| 2012 | Top Digital Songs Artist of the Year   | Adele               | gewonnen  |
| 2012 | Top Radio Songs Artist of the Year     | Adele               | gewonnen  |
| 2012 | Top Hot 100 Artist of the Year         | Adele               | gewonnen  |
| 2012 | Top Digital Media Artist of the Year   | Adele               | gewonnen  |
| 2012 | Top Pop Artist of the Year             | Adele               | gewonnen  |
| 2012 | Top Streaming Song of the Year (Video) | Rolling in the Deep | nominiert |
| 2012 | Top Digital Song of the Year           | Rolling in the Deep | nominiert |
| 2012 | Top Streaming Song of the Year (Audio) | Rolling in the Deep | gewonnen  |
| 2012 | Top Pop Song of the Year               | Rolling in the Deep | nominiert |
| 2012 | Top Alternative Song of the Year       | Rolling in the Deep | gewonnen  |
| 2012 | Top Hot 100 Song of the Year           | Rolling in the Deep | nominiert |
| 2012 | Top Radio Song of the Year             | Rolling in the Deep | nominiert |
| 2012 | Top Billboard 200 Album of the Year    | 21                  | gewonnen  |
| 2012 | Top Pop Album of the Year              | 21                  | gewonnen  |
| 2012 | Top Pop Album of the Year              | 19                  | nominiert |
| 2012 | Top Pop Song of the Year               | Someone like You    | nominiert |
| 2013 | Top Billboard 200 Artist of the Year   | Adele               | nominiert |
| 2013 | Top Female Artist                      | Adele               | nominiert |
| 2013 | Top Pop Artist                         | Adele               | nominiert |
| 2013 | Top Billboard 200 Album of the Year    | 21                  | nominiert |
| 2013 | Top Pop Album                          | 21                  | gewonnen  |
| 2016 | Top Artist                             | Adele               | gewonnen  |
| 2016 | Top Female Artist                      | Adele               | gewonnen  |
| 2016 | Top Billboard 200 Artist               | Adele               | gewonnen  |
| 2016 | Top Song Sales Artist                  | Adele               | nominiert |
| 2016 | Billboard Chart Achievement Award      | Adele               | nominiert |
| 2016 | Top Billboard 200 Album                | 25                  | gewonnen  |
| 2016 | Top Hot 100 Song                       | Hello               | nominiert |
| 2016 | Top Selling Song                       | Hello               | gewonnen  |
| 2016 | Top Radio Song                         | Hello               | nominiert |
| 2017 | Top Artist                             | Adele               | nominiert |
| 2017 | Top Female Artist                      | Adele               | nominiert |
| 2022 | Top Billboard 200 Artist               | Adele               | nominiert |
| 2022 | Top Female Artist                      | Adele               | nominiert |
| 2022 | Top Songs Sales Artist                 | Adele               | nominiert |
| 2022 | Top Billboard 200 Album                | 30                  | nominiert |

### Weitere Auszeichnungen
- 2008
  - BRIT Awards: Critic’s Choice
- 2009
  - European Border Breakers Award (EBBA)
- 2011
  - AIM Independent Music Awards: Most Played Independent Act, Best “Difficult” Second Album (21)
  - American Music Awards: Favorite Adult Contemporary Artist, Favorite Pop/Rock Female Artist, Favorite Pop/Rock Album (21)
  - Bravo Otto: Super-Sängerin
  - MTV Europe Music Award: Best UK/Ireland act
  - MTV Video Music Award: Best Art Direction in a Video, Best Cinematography in a Video, Best Editing in a Video
- 2012
  - AIM Independent Music Awards: Most Played Independent Act
  - American Music Awards: Favorite Adult Contemporary Artist
  - BRIT Awards: British Female Artist, British Album of the Year
  - Juno Awards: International Album of the Year  für 21
  - Swiss Music Awards: Best Pop/Rock Album International, Best Hit international
  - Echo Pop: Künstlerin Pop/Rock International, Album des Jahres
  - NRJ Music Awards: Internationales Lied des Jahres, Internationaler Newcomer
- 2013
  - Oscar: Bester Filmsong (Skyfall)
  - Golden Globe Award: Bester Filmsong (Skyfall)
  - BRIT Awards: British Single of the Year (Skyfall)
  - BMI Film & TV Award: Academy Award Winners (Skyfall)
  - Critics’ Choice Movie Award: Bestes Lied (Skyfall)
- 2015
  - BBC Music Awards: British Artist of the Year, BBC Live Performance of the Year
  - NRJ Music Awards: NRJ Artist of Honor
- 2016
  - AIM Independent Music Awards: Independent Track of the Year
  - American Music Awards: Favorite Adult Contemporary Artist
  - BBC Music Awards: BBC Radio 2 Album of the Year (25), BBC Song of the Year (Hello)
  - BBC Radio 1 Teen Awards: Best British Solo Artist
  - BRIT Awards: British Female Solo Artist, British Single of the Year (Hello), British Album of the Year (25), BRITs Global Success
  - Echo Pop: Künstlerin international Rock/Pop (25)
  - Juno Award: International Album of the Year (25)
  - Swiss Music Awards: Best International Act, Best International Album
- 2017
  - APRA Awards: International Work of the Year (Hello)
  - BRIT Awards: BRITs Global Success
- 2022
  - BRIT Awards: Artist of the Year, Song of the Year (Easy on Me), Mastercard Album of the Year (30)